# Бай Ганьо
Ганьо Сомов, Ганьо Балкански или Бай Ганьо е литературен герой на Алеко Константинов и главно действащо лице в неговата поредица сатирични фейлетонични разкази.
Първата част, „Бай Ганьо тръгна по Европа“, е обединена около обща нишка на повествованието – пътуването на героя из различни градове на Европа и сравнението между европейските и българските (повлияни от Ориента) нрави. Втората част използва вече изградения герой за осмиване на злободневни теми от политическия живот на България в края на XIX век.

## Фейлетони на Алеко Константинов
Произведението се състои от две части. Отделните фейлетони са представени от името на различни разказвачи от група съмишленици, които споделят Бай Ганьовите приключения помежду си. На места (напр. в „Бай Ганьо се върна от Европа“) въведението съдържа глуми между измислените разказвачи, които са самостоятелна сюжетна нишка.

### Бай Ганьо тръгна по Европа
Първата част, „Бай Ганьо тръгна по Европа“, е описание на впечатленията на Алеко за някои характерни черти на българския народ и по-специално на вече оформилата се дребнобуржоазна прослойка на обществото. Състои се от следните части:
- Начало
- I. Бай Ганьо пътува
- II. Бай Ганьо в операта
- III. Бай Ганьо в банята
- IV. Бай Ганьо в Дрезден
- V. Бай Ганьо на изложението в Прага
- VI. Бай Ганьо у Иречека
- VII. Бай Ганьо на гости
- VIII. Бай Ганьо в Швейцария
- IX. Бай Ганьо в Русия

Сюжетът се върти около пътешествията на дребния търговец на розово масло Ганьо Балкански в европейските страни. Като прототип на героя служи действително лице, което авторът среща в своето пътуване до САЩ, отразено в пътеписа „До Чикаго и назад“. Умело се използва съпоставянето с европейските граждани, за да се изтъкнат някои забавни, но и недотам симпатични черти на българите от онова време.
Образът е с нееднозначни качества – простащина, мошеничество, търгашество и използвачество, но и издръжливост, борбеност, пробивност. Той няма скрупули пред основната си цел – алъш-вериша (тур. търговия) си с розово масло. В последния фейлетон „Бай Ганьо в Русия“ авторът дори го оправдава с размисъла на разказвача:
„Недей презира този простичък, лукавичък, скъпичък нещастник, той е рожба на грубата среда, той е жертва на груби възпитатели; злото не се таи в него самия, а във влиянието на околната среда. Бай Ганьо е деятелен, разсъдлив, възприемчив – главно възприемчив! Постави го под влиянието на добър ръководител, и ти ще видиш какви подвиги е той в състояние да направи. Бай Ганьо е проявявал досега само животната си енергия, но в него се таи голям запас от потенциална духовна сила, която очаква само морален импулс, за да се превърне в жива сила...“

### Политически фейлетони
Втората част се състои от няколко самостоятелни фейлетона и се занимава вече с новата едра буржоазия. Това са фейлетоните:
- Бай Ганьо се върна от Европа
- Бай Ганьо прави избори
- Бай Ганьо журналист
- Бай Ганьо в двореца
- Бай Ганьо в депутацията
- Бай Ганьо и опозиция – ама де-де
- Дружество „Въздържание“
- Писмо от бай Ганя до Константина Величкова
- Из кореспонденцията на бай Ганьо Балкански

Бай Ганьо вече не се занимава с розовото масло и е замесен в голямата политика – пише прошение до княза („Бай Ганьо се върна от Европа“), кандидатира се за депутат („Бай Ганьо прави избори“), издава вестник („Бай Ганьо журналист“). Самостоятелните действия от първата част са заменени от групови, а Ганьо Балкански е ръководител и двигател на съвместните действия. Ударението е върху отрицателните черти на характера, за бутало нагоре му служат най-ниските страсти. Имената на съдружниците му също стават нарицателни, макар и не толкова известни – адвоката Гуньо Килипирчиков (от келепир), бай Михал (Михал Михалев), Бочоолу, Гочоолу и Дочоолу, Данко Харсъзина.

## Прототипи на Бай Ганьо
Ганьо Сомов (1850 – 1917) от Енина е прототипът на литературния образ Бай Ганьо.
С Алеко Константинов Ганьо Сомов се срещнал на изложението в Чикаго. Срещата им била само за няколко часа, но достатъчно дълга, за да стане Ганьо първообраз на прочутия герой Бай Ганьо.
Енинецът бил на изложението като пазач на един от щандовете на прочути казанлъшки розопроизводители. Сомов не разбирал какво си говорят хората покрай него, защото английски не знаел, с Алеко Константинов обаче провел дълъг разговор. „Снажната“ фигура на Бай Ганьо и червендалестото му мустакато лице излъчват примитивна жизненост, а обноските му засилват още повече представата за вулгарност и антикултура.
Алеко признава, че най-щастливият момент в живота му е бил, когато му е хрумнало да създаде литературния образ на бай Ганьо. Тогава той е бил едва на 30 години, а Ганьо – на 43 г.

## Критика от съвременници
Петър Дънов критикува създадения от Алеко Константинов персонаж Бай Ганьо. „Алеко Константинов направи грешка с Бай Ганьо, като показа само отрицателните черти и затова бе наказан, че създава типа на българина като тип на отрицанието. Той трябваше да изнесе и положителните черти на българина.“ Петър Дънов поръчва на Михалаки Георгиев да напише разказ с положителни черти на българина, от което се ражда произведението „Митар-пророкът“, описващо положителните качества на българина.

## Производни герои
Бай Ганьо е вторично митологизиран образ във вицовия епос. Там се приема за синоним на типичен българин, вицовете започват с „Веднъж германецът, французинът, руснакът и Бай Ганьо...“ (или съответно англичанинът, турчинът, американецът и др.), като най-често постъпките или изказванията на типажа не са на нивото на останалите участници.
През втората половина на XX век се появява технически грамотният аналог на Бай Ганьо – инженер Ганев или инженер (Ганьо) Балкански.

## Преводи и адаптации на Бай Ганьо на чужди езици
- Bai Ganyo. Incredible Tales of a Modern Bulgarian (2010 г., изд. „University of Wisconsin Press“) - превод на английски от Виктор Фридман, Кристина Крамер, Грейс Фийлдър и Катрин Рудин[5]
- Baj Ganjo. Racconti inverosimili di un bulgaro contemporaneo (1978 г., изд. „Булдзони“)  - превод на италиански от Лавиния Бориеро[6][7]
- Baja Ganjo (1964 г., изд. „Бранко Джонович“) - превод на сръбски от Синиша Паунович[8]
- Hihetetlen történetek egy mai bolgárról (Baj Ganjo) (1983 г., изд. „Еуропа Кьонвкиадо“) - превод на унгарски от Дьорд Сонди[9]
- Превод на словашки език направен от Зденко Дзурянин през 2010 година, в печат през 2014 година.
- Съществува и превод на гръцки език – μπάρμπα Γκάνιοσ.
- Бај Гањо (1967 г., изд. „Култура“) - адаптация на македонска литературна норма от Георги Цаца[10]

## Изследвания
- Проблематичният българин (към характерологията на славяните) от Герхард Геземан
- Феноменът Бай Ганьо в българската фолклорна и литературна култура от първата половина на ХХ век, съст. Милена Кирова, Кристина Йорданова, Николай Папучиев, електронно издателство LiterNet, 01.09.2013